# Château Turpault
Le château Turpault est un manoir situé à Quiberon dans le département du Morbihan en France.

## Histoire
Au début du XXe siècle, Georges Turpault, un filateur de Cholet, achète une vieille demeure et le terrain attenant sur la pointe de Beg-er-Lann, située au sud-ouest de la côte Sauvage de la presqu'île de Quiberon. Il confie à l’entrepreneur Hippolyte Jamet la construction d'un château de style anglo-médiéval qu'il baptise « le château de la mer ». Sa construction se déroule de 1904 à 1910.
Pendant la Seconde Guerre mondiale, le château est occupé par l'armée allemande qui y construit deux blockhaus en le dégradant fortement. En 1946, à la sortie de la guerre, Mme Turpault vend le château au maire de Quiberon, Marcel Robert. Ce dernier va le restaurer partiellement avant de le revendre à Ferdinand Richard en 1967. 
D'importants travaux de restauration sont effectués par la famille Richard. Mis en vente en 2010, le château trouve acquéreur en 2014,.